# سفر به مرکز زمین (فیلم ۱۹۷۷)
سفر به مرکز زمین (سفر به اعماق زمین) A Journey to the center of the Earth یک انیمیشن استرالیایی محصول سال ۱۹۷۷ به کارگردانی ریچارد اسلاپ چینسکی  و بر پایه رمانی از ژول ورن نویسنده مشهور فرانسوی با همین نام می‌باشد.

## شخصیت‌های اصلی
پروفسور الیور لیندنبروک
الک (برادر زاده پروفسور)
راشل
مارتا (خدمتکار پروفسور)
هانس (راهنمای کوهستان)
پروفسور کرتنر

## داستان
پروفسور لیندنبروک عضو انجمن علمی دانشگاه هامبورگ، کتابی قدیمی در مورد سفر شخصی به نام ساکنوسن به داخل کوه آتشفشان یافته‌ است و در حال انجام آزمایش‌ها علمی در خانه خود می‌باشد. الک برادرزاده و دستیار وی می‌باشد. او الک را قانع می‌کند تا برای کشف راز سکنوسن همراه وی به اعماق زمین سفر کند. اعضای هیئت علمی دانشگاه هامبورگ که در صدد تخریب موقعیّت لیندنبروک هستند به مخالف با او و ایده‌هایش می‌پردازند. تنها راهکار پروفسور سفر به اعماق زمین و اثبات فرضیات خود است. پروفسور به همراه الک راهی کوه آتشفشان می‌شوند و در راه فردی به نام هانس به عنوان راهنمای منطقه به آنها کمک می‌کند. پس از ورود به دهانه آتشفشان و مسیرهای آن، با دنیایی شگفت‌انگیز از جانوران و دایناسورهای ماقبل تاریخ روبرو می‌شوند. طی سفر با مخاطرات بسیاری روبه‎رو می‌شوند و سرانجام با فشار آب موجود در ژرفای زمین از دهانه آتشفشان به بیرون پرتاب می‌شوند و سپس راهی انجمن علمی هامبورگ می‌شوند. در آنجا اعضای انجمن در حال انجام مراسم یادبود برای آن‌ها هستند که لیندنبروک و الک وارد و باعث تعجّب حضار می‌شوند. پروفسور لیندنبروک از طریق تخم پرنده ای که الک از سرزمین شگفت‌انگیز زیر زمین با خود آورده (تخم یک پرنده ماقبل تاریخ) ماجراهای اتفاق افتاده را اثبات می‌کند. پروفسور کربلر با عصبانیت بر روی تخم پرنده ضربه می‌زند و پرنده ماقبل تاریخ او را در حال گریختن دنبال می‌کند که باعث خنده حضار می‌شود.

## دوبله فارسی و پخش
این فیلم کارتونی توسط صدابازیگر‌های ایرانی دوبله شده و در دهه ۶۰ خورشیدی بارها از تلویزیون ایران پخش شد.
| شخصیت             | صداپیشه         |
| ----------------- | --------------- |
| پروفسور لیندنبروک | نصرت ا.. حمیدی  |
| الک               | آرشاک قوکاسیان  |
| راشل              | مینو غزنوی      |
| هانس              | ناصر ممدوح      |
| پروفسور کرتنر     | حسین معمار زاده |
| دستیار کرتنر      | جواد پزشکیان    |
| مارتا             | نیره معاون      |